# (1954) Кукаркин
(1954) Кукаркин (лат. Kukarkin) — типичный астероид главного пояса, открыт 15 августа 1952 года советским астрономом Пелагеей Фёдоровной Шайн в Симеизской обсерватории и 1 июня 1980 года назван в честь советского астронома Бориса Кукаркина.

## Обнаружение и именование
(1954) Кукаркин
Открыт 15 августа 1952 года в Симеизе П. Ф. Шайн.
Назван в память о многолетнем профессоре звёздной астрономии и астрометрии Московского государственного университета и видном специалисте в области переменных звёзд и структуры звёздных систем Борисе Васильевиче Кукаркине (1909—1977). Он был инициатором и одним из составителей «Общего каталога переменных звёзд», занимал пост заместителя председателя Атрономического совета Академии наук СССР с 1947 по 1960 год, вице-президента МАС с 1955 по 1961 год и президента Комиссии 27 МАС с 1951 по 1958 год.
Оригинальный текст (англ.)1954 Kukarkin
Discovered 1952 Aug. 15 by P. F. Shajn at Simeis.
Named in memory of Boris Vasil’evich Kukarkin (1909—1977), professor of stellar astronomy and astrometry at Moscow State University for many years and a prominent specialist in the fields of variable stars and the structure of stellar systems. He was the initiator and one of the compilers of the «General Catalogue of Variable Stars», served as Vice President of the Astronomical Council of the U.S.S.R. Academy of Sciences from 1947 to 1960, as Vice President of the IAU from 1955 to 1961 and as President of IAU Commission 27 from 1951 to 1958.
Источник: M.P.C. 5358.

## Орбита

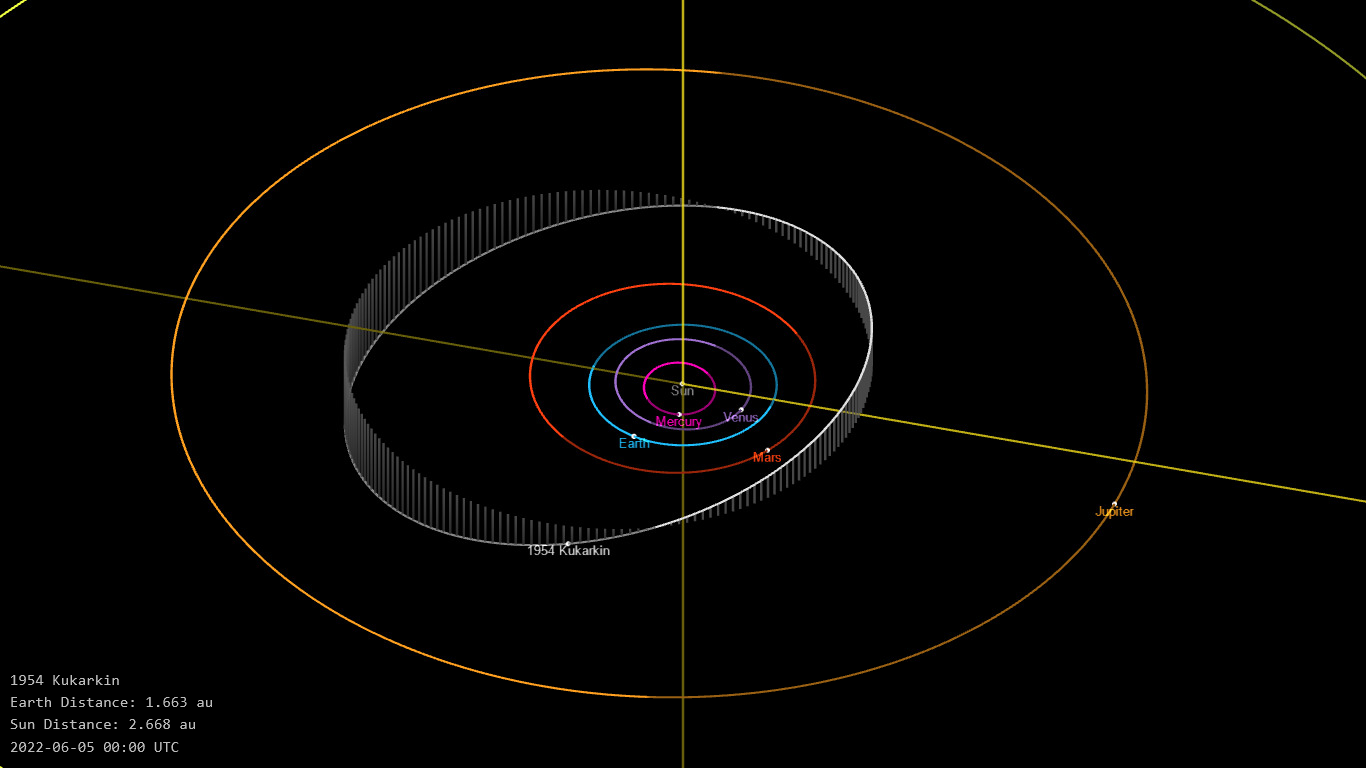
Орбита астероида Кукаркин и его положение в Солнечной системе

## Физические характеристики
Астероид относится к таксономическому классу C.
По результатам наблюдений в видимом и ближнем инфракрасном диапазоне космического телескопа NEOWISE и наблюдений в инфракрасном диапазоне спутника Akari диаметр астероида оценивался равным 13,659±0,309 км и 26,29±1,56 км. Согласно тем же источникам альбедо оценивается как 0,2608±0,0155, 0,077±0,010 и 0,261±0,016.